# Andromedeae
Andromedeae es una tribu de plantas fanerógamas perteneciente a la familia Ericaceae. El género tipo es Andromeda. Incluye los siguientes géneros:

## Géneros
- Andromeda L.
- Zenobia D. Don